# Tadeusz Peszyński

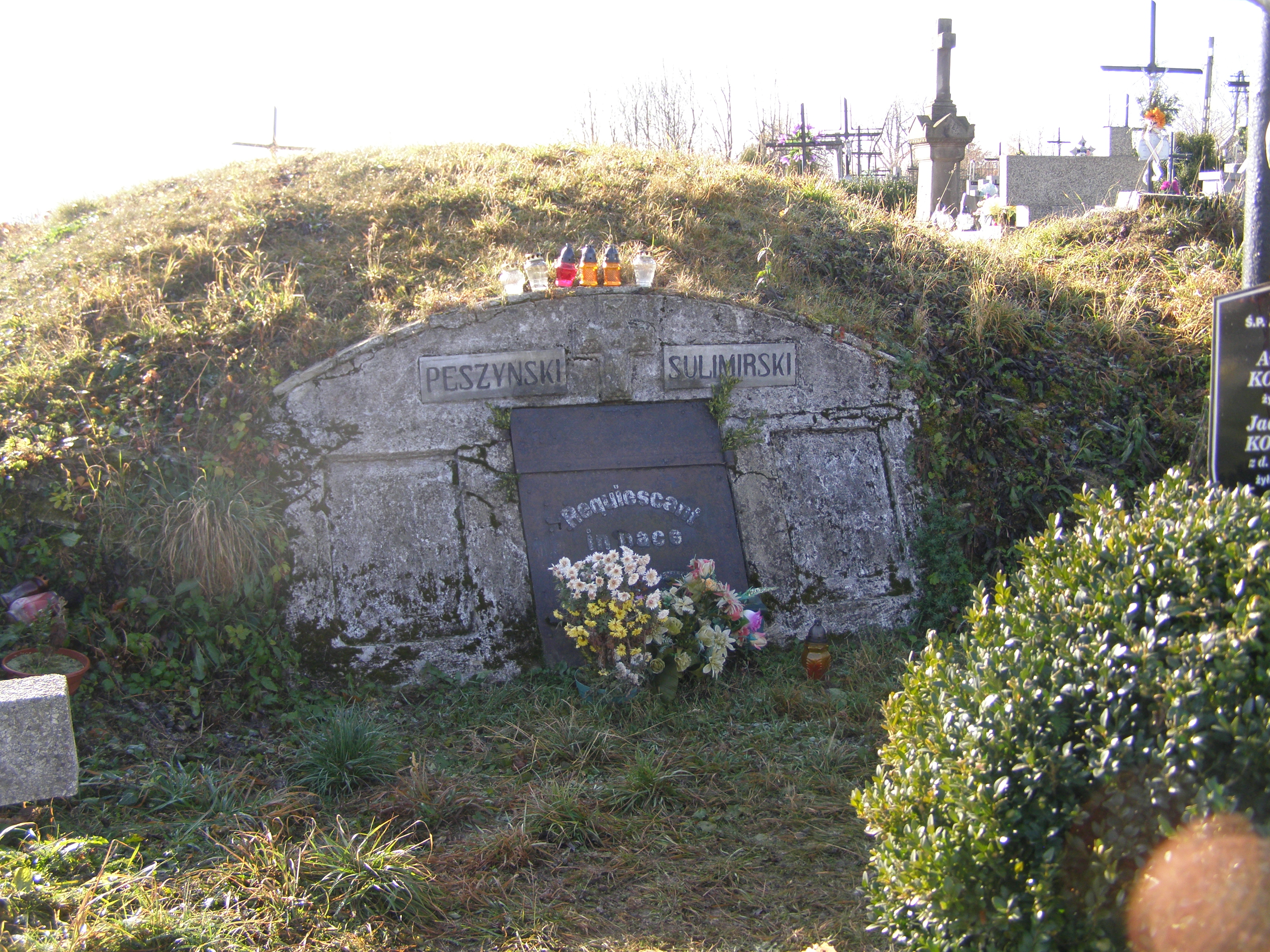
Grobowiec rodzin Peszyńskich i Sulimirskich w Kobylanach

Tadeusz Peszyński herbu Cholewa (ur. 29 maja 1836, zm. 14 czerwca 1908 w Kobylanach) – powstaniec styczniowy, ziemianin.
Urodził się 29 maja 1836. Był synem Tytusa (zm. 1881, powstaniec listopadowy i ziemianin, właściciel majątku Kobylany).
Jako żołnierz brał udział w powstaniu styczniowym. Jego brat Tytus poległ wówczas w bitwie pod Panasówką 4 września 1863.
Po ojcu odziedziczył majątek Kobylany. Był szanowany przez mieszkańców powiatu krośnieńskiego, którym służył pomocą. Od 1870 był żonaty z Wandą z domu Kobuzowską herbu Mora (1854-1916), z którą miał dwóch synów i cztery córki, w tym Oktawię (1877-1959, żona Wita Sulimirskiego).
Zmarł 14 czerwca w Kobylanach. Został pochowany na cmentarzu w Kobylanach.
Był jednym z założycieli i członkiem Sodalicji Mariańskiej w Starej Wsi w 1892; po latach jego nazwisko zostało wymienione w grupie zasłużonych członków SM na tablicy ich upamiętniającej w tamtejszej bazylice Wniebowzięcia Najświętszej Maryi Panny.